# Aspartame
O aspartamo ou aspartame é um aditivo alimentar utilizado para substituir o açúcar comum e foi criado em 1965 pela empresa americana G.D. Searle & Company  e comprada posteriormente pela Monsanto. Ele tem maior poder de adoçar (cerca de 200 vezes mais doce que a sacarose) e é menos denso. O aspartamo geralmente é vendido junto com outros produtos. É o adoçante mais utilizado em bebidas. É formado quimicamente por (L-fenilalanina e L-aspártico), sendo que a fenilalanina se encontra metilada no grupo carboxílico, formando um éster metílico (metanol). 
O aspartamo é consumido por mais de 200 milhões de pessoas, em todo o mundo e está presente em mais de 6000 produtos.
Segundo a nomenclatura Europeia, o aspartamo corresponde ao edulcorante E 951.
A ingestão diária aceitável (ADI) de aspartamo, na Europa, é de 40mg/kg de peso corporal. Nos Estados Unidos é de 50mg/kg.

## Estrutura química
Quimicamente, o aspartamo é N-L-alfa-aspartil-L-fenilalanina 1-metilester. É portanto um dipéptido sintético composto pelos aminoácidos aspartato e fenilalanina. Por esta razão, produtos alimentares contendo aspartamo devem mostrar um aviso do tipo "Contém uma fonte de fenilalanina", pois a ingestão excessiva deste aminoácido pode ser prejudicial em indivíduos com fenilcetonúria.

## Estabilidade
O aspartamo é muito estável em ambientes secos, mas sofre degradação em soluções aquosas, quando submetido a um calor prolongado.
O seu grau de degradação em solução aquosa depende do pH, da temperatura, da actividade da água e da composição do produto alimentar. 
Só o α-aspartamo é que é doce, logo a degradação tem como consequência a perda de doçura do produto alimentar. O produto é assim rejeitado pelos consumidores.  

## Farmacocinética
O aspartamo é metabolizado no tracto gastrointestinal por esterases e peptidases, em três metabolitos: dois aminoácidos, o ácido aspártico (aproximadamente, em 40%) e a fenilalanina (aproximadamente, em 50%) e em metanol (aproximadamente, em 10%).
A metabolização dos três componentes parece ser idêntica àquela que se verifica quando são ingeridos individualmente.
A metabolização deste edulcorante providencia, aproximadamente, 4 kcal/g de energia. no entanto, esta contribuição energética é negligenciável, uma vez que as quantidades de edulcorante adicionadas aos alimentos são muito pequenas devido ao seu potente poder adoçante.  

## Riscos à saúde
Um estudo de 2011 verificou que o aspartame aumentava os níveis de glicose em jejum de ratos predispostos a diabetes.
Um estudo de revisão publicado em 2008 propôs que a ingestão excessiva de aspartame pode estar envolvida na patogénese de alguns distúrbios mentais e no comprometimento da aprendizagem e função emocional.
Um estudo de 1998 sugere que a quantidade de formaldeído proveniente do aspartame que se deposita nas proteínas teciduais e nos ácidos nucleicos pode ser cumulativa, pelo que o consumo de aspartame pode constituir um risco devido à sua contribuição para a formação de adutos de formaldeído.